# Rachid Karamé
Pour les articles homonymes, voir Karamé.
Rachid Karamé (en arabe : رشيد كرامي), né le 30 décembre 1921 à Mariatta près de Tripoli et mort assassiné le 1er juin 1987, est un homme d'État libanais de confession sunnite. Président du Conseil à huit reprises, il est un acteur politique important lors de la guerre civile libanaise.

## Biographie

### Jeunesse
Rachid Karamé est né à Tripoli, dans le nord du Liban, le 31 décembre 1920, dans l'une des familles politiques sunnites les plus importantes du Liban,. Il était le fils aîné d'Abdul Hamid Karamé, un architecte de l'indépendance libanaise de la France,. Son père était également le Grand Mufti, ou le juge religieux suprême, de Tripoli, et a servi en tant que Premier ministre en 1945. Rashid Karami est diplômé de l'université du Caire avec un diplôme en droit en 1942.

### Carrière
Il est l'une des figures de l'opposition armée au président Camille Chamoun durant la crise libanaise de 1958. L'armée libanaise, lui assurait la sécurité et le transport. Son hélicoptère dut se poser en urgence sur une parcelle non exploitée dans une région sous l'influence des Forces libanaises[réf. nécessaire], après un contrôle de sécurité de l'hélicoptère[réf. nécessaire], celui-ci repartit puis explosa ensuite en vol. Samir Geagea fut accusé puis condamné à mort par la justice libanaise. Cette condamnation fut commuée en prison à vie. Il fut placé en détention avant d’être amnistié en 2005[réf. nécessaire].